# Haliplus borealis
Haliplus borealis är en skalbaggsart som beskrevs av Leconte 1850. Haliplus borealis ingår i släktet Haliplus och familjen vattentrampare. Inga underarter finns listade i Catalogue of Life.